# Amalie von Brandenburg
Amalie von Brandenburg (* 1. Oktober 1461 auf der Plassenburg; † 3. September 1481 in Baden-Baden) war Prinzessin von Brandenburg und durch Heirat Pfalzgräfin und Herzogin von Zweibrücken und Veldenz.

## Leben
Amalie war die älteste Tochter des brandenburgischen Kurfürsten Albrecht Achilles (1414–1486) aus dessen zweiter Ehe mit Anna (1436–1512), Tochter des Kurfürsten Friedrich II. von Sachsen. 
Bereits als Vierjährige wurde Amalie mit dem Pfalzgrafen und Herzog Kaspar von Zweibrücken (1458–1527) verlobt, nachdem ihre ältere Halbschwester Margarete die Verlobung mit ihm aufgelöst hatte. Die Vermählung fand zehn Jahre später am 19. April 1478 in Zweibrücken statt. Als Wittum erhielt Amalie neben der Burg Neukastel Bergzabern, Annweiler, den Hof Herxheim, die Gemeinschaft Falkenburg und Haßloch zugesichert.
Amalie verließ ihren Mann und kehrte wieder zu ihrem Vater zurück, als sich bei Kaspar Zeichen der „Raserei“ einstellten. Amalie erkrankte noch nicht 20-jährig schwer, reiste nach Baden in das dortige Wildbad, wo sie verstarb. Um das Wittum, das ihr Schwiegervater Ludwig wieder einzuziehen versuchte, entbrannte ein heftiger Streit zwischen Ludwig und Kaspar, da Kaspar die Besitzungen nicht zurückgeben wollte.